# ブレストフォト
ブレストフォト (breast-photo)とは、乳がん手術や治療で受ける精神的ダメージを軽減するため、乳ガンという病気と向き合っていく第一歩として胸部(ブレスト・breast)の写真を撮影する行為。

## 概要
日本女性の10人に1人が乳ガンになると言われている。自分で見える部分にメスを入れる事は非常にショックで手術さえ拒否したい気持ちになる。
乳癌患者の多くが、手術前日、自分で胸部の写真を泣きながら撮影すると言うが、その行為自体が、後に、体の一部を失うことのショックや悲しみから立ち直っていくモーニングワーク（大切な人やものを失い、その後喪に服す期間）を長引かせたり、がん治療の心の不安によるうつ病につながることもある。（がん患者は心の不安などが原因で20～40％がうつ病を合併し、うつ病の発生率は一般と比較し2倍以上になると言われているが、がん治療を行う上で精神状態を安定させることは非常に重要である。）
前述のような自分で泣きながらの撮影ではなく、手術や治療に向き合っていくためのステップとして、プロのフォトグラファーによるブレストフォト・胸部写真を撮影する事で、その後の心の支えてとなると考えられている。後に見る為の写真ではなく、前進するための撮影行為である。このような、手術や治療前のジャンプ台として胸部撮影する事で、前向きに治療に進んでいく事を目的に行う撮影をブレストフォトと定義。
最初のモデルとなった石原明代が2014年9月に乳がん告知を受け、その後発案した撮影スタイルで、治療中に今後乳がんに罹患する方の精神的リスクを少しでも減らそうとブレストフォト協会を設立し、1人でも多くの乳がん患者の心の支えとなるよう普及活動を行っている。

## 発祥と歴史
2014年12月、手術を目前に怯えた気持ちを払拭しようと、淡いピンクの布を胸部に巻いて、大切な自分自身を抱きしめるように胸部写真を撮影した事で、スムーズに手術に向かう事ができた経験から、撮影すること自体が精神的支えになると実感した。
この撮影の経験を元に、ブレストフォトで乳がんになり落ち込む気持ちが強くなる患者の支えとなる活動を行っていこうと、抗がん剤治療中の2015年8月にブレストフォト協会を設立し、ブレストフォトを商標登録した。
乳がんや他の病気・治療で体の一部を失う人の精神的サポートを目的としている。
2018年1月には非営利の一般社団法人ブレストフォト協会を設立。地域で乳がん患者サロンを月一回開催している。その他、ボランティア活動を多岐にわたり行なっている。
乳がん触診モデル体験会も随時、無料で出張開催している。患者サロンやボランティア活動についてはブレストフォト協会フェイスブックページで報告している。
資金不足でスタジオを持つことができず、神戸の写真館が１か月に1日スタジオを無償提供してくれたおかげで、数少ないが撮影を行う事ができた。
2021年からは公認女性フォトグラファー・西村優子カメラマンを迎え、専用スタジオにて撮影できるようになった。